# Tybalmia mydas
Tybalmia mydas är en skalbaggsart som först beskrevs av Lucas 1859.  Tybalmia mydas ingår i släktet Tybalmia och familjen långhorningar. Inga underarter finns listade i Catalogue of Life.